# 拉弗蒂鎮區 (阿肯色州伊澤德縣)
拉弗蒂鎮區（英語：Lafferty Township）是位於美國阿肯色州伊澤德縣的一個行政鎮區。

## 地方資料
拉弗蒂鎮區的面積為61.94平方千米，當中陸地面積為61.47平方千米，而水域面積為0.47平方千米。根據2010年美國人口普查的數據，當地共有人口82人，而人口密度為每平方千米1.32人。